# Nguyễn Thị Huệ
Nguyễn Thị Huệ (sinh năm 1967) là đại biểu Quốc hội Việt Nam khóa 13, thuộc đoàn đại biểu Đắc Lắk.

## Tiểu sử
Ngày sinh: 21/6/1967
Giới tính: Nữ
Dân tộc: Kinh
Tôn giáo: Không
Quê quán: Xã Hát Môn, huyện Phúc Thọ, TP Hà Nội
Trình độ chuyên môn: Cử nhân Luật kinh doanh
Nghề nghiệp, chức vụ: Giám đốc doanh nghiệp tư nhân Viết Hiền, Ủy viên Hội đồng quản trị công ty cổ phần Du lịch cộng đồng KoTam, Uỷ viên Uỷ ban Kinh tế của Quốc hội
Nơi làm việc: Doanh nghiệp tư nhân Viết Hiền; Công ty cổ phần Du lịch cộng đồng KoTam
Nơi ứng cử: Đắc Lắk
Đại biểu Quốc hội khoá: XIII
Đại biểu chuyên trách: Không
Đại biểu Hội đồng Nhân dân: Không